# Winter X Games 15
Winter X Games XV (15 Winter X Games) – odbywały się od 26 do 30 stycznia 2011 w Aspen, w stanie Kolorado, w Stanach Zjednoczonych. Zawody z tego cyklu odbywały się 10. raz z rzędu w Aspen.

## Konkurencje
- Narciarstwo
- Snowboard
- Snowmobiling

## Harmonogram
Czas: UTC-7:00.
|             | Środa, 26 stycznia, 2011                      |           |
| Czas        | Wydarzenie                                    | Miejsce   |
| ----------- | --------------------------------------------- | --------- |
| 2:30 – 3:30 | Eliminacje narciarskiego SuperPipe'u Mężczyzn | Aspen, CO |

|               | Czwartek, 27 stycznia, 2011                    |           |
| Czas          | Wydarzenie                                     | Miejsce   |
| ------------- | ---------------------------------------------- | --------- |
| 17:00 – 19:00 | Eliminacje narciarskiego Slopestyle'u Mężczyzn | Aspen, CO |
| 18:30 – 20:00 | Eliminacje Freestyle Snowmobile                | Aspen, CO |
| 20:00 – 21:30 | Finał Slopestyle'u Kobiet                      | Aspen, CO |
| 23:30 – 1:00  | Eliminacje snowboardowego SuperPipe'u Kobiet   | Aspen, CO |
| 2:00 – 3:00   | Freestyle Snowmobile Runda 1                   | Aspen, CO |
| 2:00 – 3:30   | Eliminacje snowboardowego SuperPipe'u Mężczyzn | Aspen, CO |
| 3:30 – 4:00   | Freestyle Snowmobile Finał                     | Aspen, CO |
| 4:00 – 4:40   | Finał narciarskiego SuperPipe'u Kobiet         | Aspen, CO |

|               | Piątek, 28 stycznia, 2011                       |           |
| Czas          | Wydarzenie                                      | Miejsce   |
| ------------- | ----------------------------------------------- | --------- |
| 16:30 – 18:00 | Kwalifikacje Snowboarder X Mężczyzn             | Aspen, CO |
| 16:30 – 18:00 | Kwalifikacje Snowboarder X Kobiet               | Aspen, CO |
| 18:00 – 20:00 | Eliminacje snowboardowego Slopestyle'u Mężczyzn | Aspen, CO |
| 19:00 – 20:30 | Kwalifikacje Skier X Mężczyzn                   | Aspen, CO |
| 19:00 – 20:30 | Kwalifikacje Skier X Kobiet                     | Aspen, CO |
| 21:00 – 22:00 | Eliminacje Snowmobile Speed & Style             | Aspen, CO |
| 23:45 – 1:15  | Finał narciarskiego SuperPipe'u Mężczyzn        | Aspen, CO |
| 24:15 – 24:30 | Finał Snowboard Best Method                     | Aspen, CO |
| 1:15 – 1:45   | Ćwierćfinał Snowmobile Speed & Style            | Aspen, CO |
| 1:45 – 2:30   | Eliminacje narciarskiego Big Air                | Aspen, CO |
| 2:30 – 3:00   | Finał Snowmobile Speed & Style                  | Aspen, CO |
| 2:30 – 4:00   | Finał Snowboardowego Big Air Mężczyzn           | Aspen, CO |

|               | Sobota, 29 stycznia, 2011                     |           |
| Czas          | Wydarzenie                                    | Miejsce   |
| ------------- | --------------------------------------------- | --------- |
| 16:30 – 17:30 | Kwalifikacje Mono Skier X                     | Aspen, CO |
| 17:00 – 18:30 | Eliminacje Snowboardowego SuperPipe'u Kobiet  | Aspen, CO |
| 19:00 – 20:00 | Finał Snowboarder X Mężczyzn                  | Aspen, CO |
| 21:00 – 21:30 | Finał Snowboarder X Kobiet                    | Aspen, CO |
| 21:30 – 23:00 | Finał Narciarskiego Slopestyle'u Mężczyzn     | Aspen, CO |
| 1:00 – 1:30   | Finał Snowboard Street                        | Aspen, CO |
| 2:00 – 2:45   | Eliminacje Narciarskiego Big Air              | Aspen, CO |
| 24:00 – 1:30  | Eliminacje Narciarskiego SuperPipe'u Mężczyzn | Aspen, CO |
| 2:45 – 3:30   | Finał Snowboardowego SuperPipe'u Kobiet       | Aspen, CO |
| 3:30 – 4:00   | Finał narciarskiego Big Air                   | Aspen, CO |

|               | Niedziela, 30 stycznia, 2011                     |           |
| Czas          | Wydarzenie                                       | Miejsce   |
| ------------- | ------------------------------------------------ | --------- |
| 17:30 – 18:15 | Finał Snowboardowego Slopestyle'u Kobiet         | Aspen, CO |
| 18:15 – 20:15 | Finał Skier X Mężczyzn                           | Aspen, CO |
| 18:15 – 20:15 | Finał Skier X Kobiet                             | Aspen, CO |
| 18:30 – 19:00 | Snowmobile SnoCross Runda 1                      | Aspen, CO |
| 19:15 – 19:30 | Snowmobile SnoCross Ostatnia Szansa Kwalifikacji | Aspen, CO |
| 19:45 – 20:00 | Adaptacja SnoCross                               | Aspen, CO |
| 20:15 – 20:45 | Finał Snowmobile SnoCross                        | Aspen, CO |
| 20:45 – 22:00 | Finał Snowboardowego Slopestyle'u Mężczyzn       | Aspen, CO |
| 22:00 – 22:15 | Półfinał Mono Skier X                            | Aspen, CO |
| 22:45 – 23:45 | Finał Mono Skier X                               | Aspen, CO |
| 24:30 – 1:00  | Finał Snowmobile Best Trick                      | Aspen, CO |
| 1:30 – 3:00   | Finał Snowboardowego SuperPipe'u Mężczyzn        | Aspen, CO |

## Wyniki

### Narciarstwo

#### Slopestyle Mężczyzn
| Miejsce | Zawodnik        | Przejazd 1 | Przejazd 2 | Przejazd 3 | Najlepszy |
| ------- | --------------- | ---------- | ---------- | ---------- | --------- |
|         | Sammy Carlson   | 93.33      | 89.66      | 24.33      | 93.33     |
|         | Russ Henshaw    | 90.66      | 85.66      | 43.00      | 90.66     |
|         | Andreas Håtveit | 80.33      | 27.33      | 90.00      | 90.00     |
| 4       | Bobby Brown     | 89.33      | 12.33      | 26.33      | 89.33     |
| 5       | Henrik Harlaut  | 86.33      | 21.66      | 21.66      | 86.33     |
| 6       | Elias Ambühl    | 74.66      | 33.33      | 27.00      | 74.66     |
| 7       | Phil Casabon    | 20.00      | 38.66      | 58.66      | 58.66     |
| 8       | Gus Kenworthy   | 30.66      | 49.66      | 40.00      | 49.66     |

#### Slopestyle Kobiet
| Miejsce | Zawodniczka      | Przejazd 1 | Przejazd 2 | Przejazd 3 | Najlepszy |
| ------- | ---------------- | ---------- | ---------- | ---------- | --------- |
|         | Kaya Turski      | 93.66      | 35.66      | 27.00      | 93.66     |
|         | Keri Herman      | 70.00      | 35.33      | 93.33      | 93.33     |
|         | Grete Eliassen   | 89.00      | 93.00      | 83.00      | 93.00     |
| 4       | Ashley Battersby | 88.00      | 92.00      | 83.33      | 92.00     |
| 5       | Kim Lamarre      | 86.00      | 82.33      | 91.33      | 91.33     |
| 6       | Jessica Warll    | 90.66      | 42.33      | 17.33      | 90.66     |
| 7       | Anna Segal       | 74.00      | 80.33      | 24.00      | 80.33     |
| 8       | Megan Olenick    | 76.33      | 21.00      | 18.66      | 76.33     |
| 9       | Maude Raymond    | 26.66      | 75.00      | 28.33      | 75.00     |
| 10      | Devin Logan      | 60.33      | 40.33      | 73.00      | 73.00     |

#### SuperPipe Mężczyzn
| Miejsce | Zawodnik            | Przejazd 1 | Przejazd 2 | Przejazd 3 | Najlepszy |
| ------- | ------------------- | ---------- | ---------- | ---------- | --------- |
|         | Kevin Rolland       | 13.00      | 70.66      | 93.66      | 93.66     |
|         | Torin Yater-Wallace | 14.66      | 87.66      | 92.66      | 92.66     |
|         | Simon Dumont        | 45.33      | 90.33      | 73.0       | 90.33     |
| 4       | Duncan Adams        | 54.33      | 86.00      | 9.33       | 86.00     |
| 5       | Thomas Krief        | 83.33      | 17.00      | 20.33      | 83.33     |
| 6       | Justin Dorey        | 65.33      | 60.00      | 31.33      | 65.33     |
| 7       | David Wise          | 56.66      | 14.66      | 9.66       | 56.66     |
| 8       | Xavier Bertoni      | 31.33      | 39.00      | 40.66      | 40.66     |

#### SuperPipe Kobiet
| Miejsce | Zawodniczka         | Przejazd 1 | Przejazd 2 | Przejazd 3 | Najlepszy |
| ------- | ------------------- | ---------- | ---------- | ---------- | --------- |
|         | Sarah Burke         | 12.66      | 91.33      | 87.66      | 91.33     |
|         | Brita Sigourney     | 6.33       | 86.00      | 70.66      | 86.00     |
|         | Rosalind Groenewoud | 75.33      | 80.00      | 84.00      | 84.00     |
| 4       | Anaïs Caradeux      | 80.66      | 82.33      | 36.00      | 82.33     |
| 5       | Jen Hudak           | 43.33      | 78.00      | 60.00      | 78.00     |
| 6       | Devin Logan         | 68.33      | 51.00      | 68.33      | 68.33     |

#### Big Air Mężczyzn
| Miejsce | Zawodnik      | Dwa Najlepsze | Łącznie |
| ------- | ------------- | ------------- | ------- |
|         | Alex Schlopy  | 45 + 47       | 92      |
|         | Bobby Brown   | 45 + 44       | 89      |
|         | Sammy Carlson | 43 + 44       | 87      |
| 4       | Elias Ambühl  | 45 + 38       | 83      |
| 5       | Jacob Wester  | 15 + 15       | 30      |

#### Skier X Mężczyzn
| Miejsce | Zawodnik        | Czas    |
| ------- | --------------- | ------- |
|         | John Teller     | 1:21.17 |
|         | Chris Del Bosco | 1:21.19 |
|         | Casey Puckett   | 1:21.97 |
| 4       | Stan Rey        | 1:23.23 |
| 5       | Errol Kerr      | 1:23.90 |
| 6       | Brian Bennett   | 1:24.47 |

#### Skier X Kobiet
| Miejsce | Zawodniczka             | Czas    |
| ------- | ----------------------- | ------- |
|         | Kelsey Serwa            | 1:28.83 |
|         | Ophélie David           | 1:29.16 |
|         | Fanny Smith             | 1:29.37 |
| 4       | Danielle Poleschuk      | 1:31.59 |
| 5       | Julie Brendengen Jensen | 1:33.70 |
| 6       | Hedda Berntsen          | 5:00.00 |

#### Mono Skier X Mężczyzn
| Miejsce | Zawodnik     | Czas    |
| ------- | ------------ | ------- |
|         | Josh Dueck   | 1:59.66 |
|         | Brandon Adam | 2:10.47 |
|         | Sean Rose    | 2:18.68 |
| 4       | Scotty Meyer | 5:00.00 |

## Snowboard

### SuperPipe mężczyzn
| Miejsce | Zawodnik        | Przejazd 1 | Przejazd 2 | Przejazd 3 | Najlepszy |
| ------- | --------------- | ---------- | ---------- | ---------- | --------- |
|         | Shaun White     | 89.00      | 97.33      | 46.66      | 97.33     |
|         | Scotty Lago     | 92.00      | 7.00       | 30.33      | 92.00     |
|         | Louie Vito      | 84.00      | 24.00      | 87.33      | 87.33     |
| 4       | Markus Malin    | 86.33      | 44.33      | 32.66      | 86.33     |
| 5       | Kazuhiro Kokubo | 82.66      | 85.00      | 85.33      | 85.33     |
| 6       | Peetu Piiroinen | 83.33      | 45.00      | 48.33      | 83.33     |
| 7       | Mathieu Crepel  | 64.00      | 5.66       | 34.33      | 64.00     |
| 8       | Matt Ladley     | 40.00      | 38.00      | 45.66      | 45.66     |

### SuperPipe kobiet
| Miejsce | Zawodniczka        | Przejazd 1 | Przejazd 2 | Przejazd 3 | Najlepszy |
| ------- | ------------------ | ---------- | ---------- | ---------- | --------- |
|         | Kelly Clark        | 92.33      | 50.00      | 83.00      | 92.33     |
|         | Kaitlyn Farrington | 85.66      | 40.00      | 78.00      | 85.66     |
|         | Elena Hight        | 21.66      | 30.00      | 80.00      | 80.00     |
| 4       | Soko Yamaoka       | 70.00      | 12.66      | 12.33      | 70.00     |
| 5       | Queralt Castellet  | 67.66      | 60.66      | 21.33      | 67.66     |
| 6       | Gretchen Bleiler   | 27.66      | 15.33      | 24.33      | 27.66     |

### Snowboard X Mężczyzn
| Miejsce | Zawodnik         | Czas    |
| ------- | ---------------- | ------- |
|         | Nick Baumgartner | 1:29.70 |
|         | Kevin Hill       | 1:29.85 |
|         | Nate Holland     | 1:30.02 |
| 4       | Seth Wescott     | 1:30.38 |
| 5       | Jonathan Cheever | 3:11.73 |
| 6       | Pierre Vaultier  | 5:00.00 |

### Snowboard X Kobiet
| Miejsce | Zawodniczka             | Czas    |
| ------- | ----------------------- | ------- |
|         | Lindsey Jacobellis      | 1:38.94 |
|         | Callan Chythlook-Sifsof | 1:39.68 |
|         | Deborah Anthonioz       | 1:40.02 |
| 4       | Émilie Aubry            | 1:43.14 |
| 5       | Aleksandra Żekowa       | 1:43.76 |
| 6       | Dominique Maltais       | 1:46.50 |

### Big Air Mężczyzn
| Miejsce | Zawodnik          | Wynik |
| ------- | ----------------- | ----- |
|         | Torstein Horgmo   | 80    |
|         | Sebastien Toutant | 79    |
|         | Sage Kotsenburg   | 77    |
| 4       | Mark McMorris     | 73    |
| 5       | Scotty Lago       | 59    |

### Slopestyle Mężczyzn
| Miejsce | Zawodnik          | Przejazd 1 | Przejazd 2 | Przejazd 3 | Najlepszy |
| ------- | ----------------- | ---------- | ---------- | ---------- | --------- |
|         | Sebastien Toutant | 93.00      | 38.33      | 42.00      | 93.00     |
|         | Mark McMorris     | 70.00      | 33.66      | 90.00      | 90.00     |
|         | Tyler Flanagan    | 28.00      | 82.66      | 27.66      | 82.66     |
| 4       | Chas Guldemond    | 78.00      | 81.00      | 29.66      | 81.00     |
| 5       | Mikkel Bang       | 20.00      | 80.00      | 22.00      | 80.00     |
| 6       | Torstein Horgmo   | 28.00      | 33.00      | 47.66      | 47.66     |
| 7       | Halldor Helgason  | 14.33      | 20.00      | 18.00      | 20.00     |
| 8       | Eric Willett      | 17.00      | 14.66      | 19.00      | 19.00     |

### Slopestyle Kobiet
| Miejsce | Zawodniczka             | Przejazd 1 | Przejazd 2 | Przejazd 3 | Najlepszy |
| ------- | ----------------------- | ---------- | ---------- | ---------- | --------- |
|         | Enni Rukajärvi          | 22.00      | 73.00      | 92.66      | 92.66     |
|         | Jenny Jones             | 89.33      | 28.66      | 45.66      | 89.33     |
|         | Jamie Anderson          | 86.00      | 32.66      | 75.66      | 86.00     |
| 4       | Kjersti Oestgaard Buaas | 75.00      | 84.00      | 33.33      | 84.00     |
| 5       | Sina Candrian           | 81.33      | 14.66      | 28.33      | 81.33     |
| 6       | Cheryl Maas             | 70.66      | 18.00      | 37.66      | 70.66     |
| 7       | Hana Beaman             | 52.66      | 27.00      | 20.33      | 52.66     |
| 8       | Janna Meyen-Weatherby   | 46.33      | 46.33      | 46.33      | 46.33     |
| 9       | Shelly Gotlieb          | 10.33      | 44.33      | 31.66      | 44.33     |
| 10      | Spencer O’Brien         | 39.66      | 34.33      | 25.66      | 39.66     |

### Snowboard Street Mężczyzn
| Miejsce | Zawodnik            | Punkty |
| ------- | ------------------- | ------ |
|         | Nic Sauve           | 85     |
|         | Louis-Felix Paradis | 68     |
|         | Simon Chamberlain   | 64     |
| 4       | Jeremy Jones        | 55     |
| 5       | Seth Huot           | 55     |
| 6       | Joe Sexton          | 42     |
| 7       | J.P. Walker         | 34     |

### Best Method Mężczyzn
| Miejsce | Zawodnik       | Procentowo |
| ------- | -------------- | ---------- |
|         | Scotty Lago    | 57%        |
|         | Ross Powers    | 14%        |
|         | Chas Guldemond | 11%        |
| 4       | Mason Aguirre  | 7%         |
| 5       | Jack Mitrani   | 6%         |
| 6       | Greg Bretz     | 2%         |
| 7       | Peter Line     | 2%         |
| 8       | Mikkel Bang    | 1%         |

## Snowmobile Mężczyzn

### Freestyle
| Miejsce | Zawodnik     |
| ------- | ------------ |
|         | Daniel Bodin |
|         | Justin Hoyer |
|         | Caleb Moore  |
| 4       | Joe Parsons  |

### Speed & Style
| Miejsce | Zawodnik     |
| ------- | ------------ |
|         | Joe Parsons  |
|         | Heath Frisby |
|         | Cory Davis   |
| 4       | Daniel Bodin |

### Best Trick
| Miejsce | Zawodnik       | Punkty |
| ------- | -------------- | ------ |
|         | Daniel Bodin   | 96.00  |
|         | Caleb Moore    | 90.33  |
|         | Heath Frisby   | 86.00  |
| 4       | Justin Hoyer   | 83.33  |
| 5       | Colten Moore   | 82.33  |
| 6       | Joe Parsons    | 81.66  |
| 7       | Jimmy Fejes    | 69.66  |
| 8       | Stian Pedersen | 65.00  |

### SnoCross
| Miejsce | Zawodnik         |
| ------- | ---------------- |
|         | Tucker Hibbert   |
|         | Ross Martin      |
|         | Robbie Malinoski |
| 4       | Kyle Pallin      |
| 5       | Dan Ebert        |
| 6       | Cody Thomsen     |

### SnoCross Adaptacja
| Miejsce | Zawodnik       | Czas   |
| ------- | -------------- | ------ |
|         | Mike Schultz   | 311.70 |
|         | Jeff Tweet     | 353.74 |
|         | Jim Wazny      | 355.08 |
| 4       | E.J. Poplawski | 385.59 |
| 5       | Dave Turner    | 400.18 |
| 6       | Doug Henry     | 407.34 |
| 7       | Jesse Gildea   | 410.84 |
| 8       | Chris Heppding | 413.44 |

## Klasyfikacja Medalowa
| Lp. | Państwo           | złoto | srebro | brąz | razem |
| --- | ----------------- | ----- | ------ | ---- | ----- |
| 1   | Stany Zjednoczone | 12    | 15     | 15   | 42    |
| 2   | Kanada            | 6     | 5      | 3    | 14    |
| 3   | Szwecja           | 2     | 0      | 0    | 2     |
| 4   | Francja           | 1     | 1      | 1    | 3     |
| 5   | Norwegia          | 1     | 0      | 2    | 3     |
| 6   | Finlandia         | 1     | 0      | 0    | 1     |
| 7   | Wielka Brytania   | 0     | 1      | 1    | 2     |
| 8   | Australia         | 0     | 1      | 0    | 1     |
| 9   | Szwajcaria        | 0     | 0      | 1    | 1     |